# Bad Erlach
Bad Erlach is een gemeente in de Oostenrijkse deelstaat Neder-Oostenrijk, gelegen in het district Wiener Neustadt-Land (WB). De gemeente heeft ongeveer 2500 inwoners.

## Geografie
Bad Erlach heeft een oppervlakte van 9,15 km². Het ligt in het oosten van het land, ten zuiden van de hoofdstad Wenen.
Bad Erlach staat vooral bekend om het thermaal bad, Linsberg Asia. Verder staat het bekend om het jaarlijks Kürbisfest in het centrum van Bad Erlach.

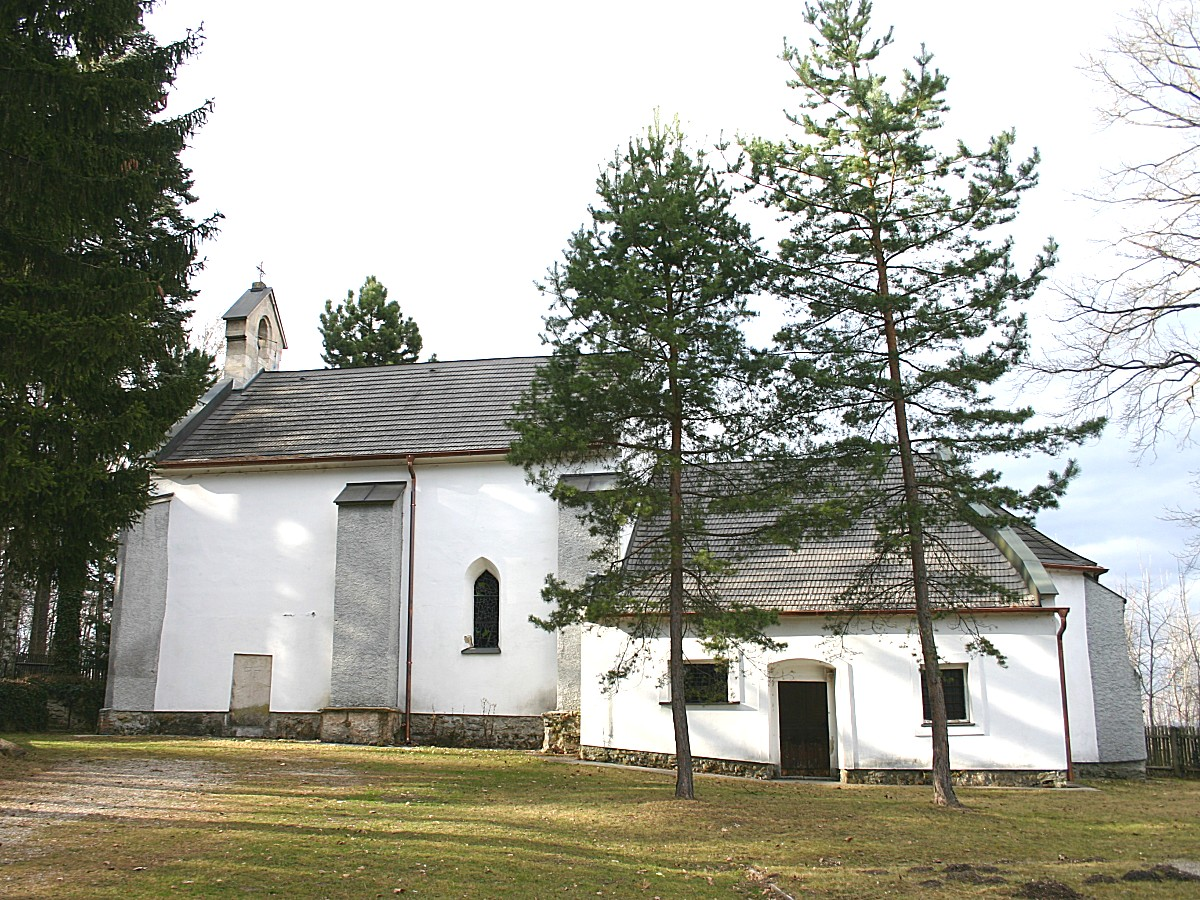
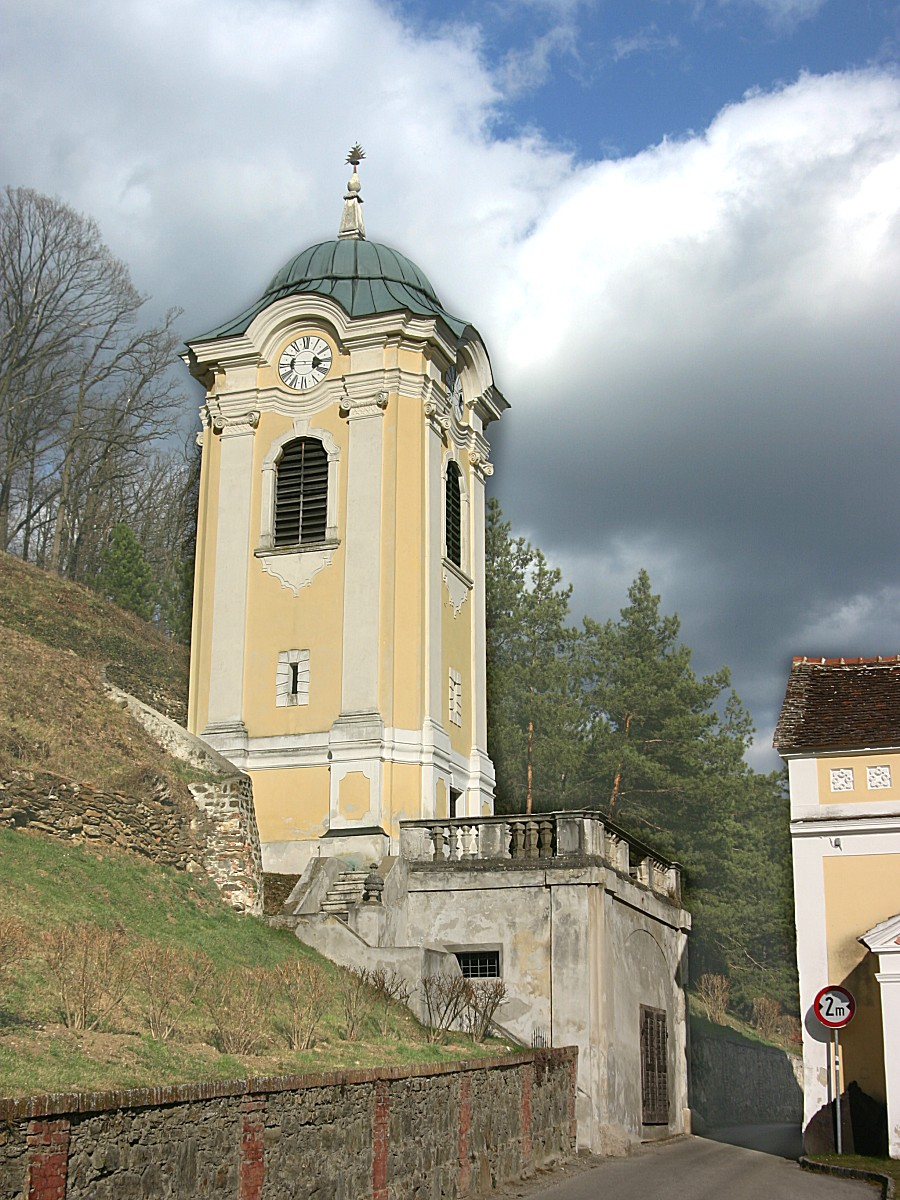
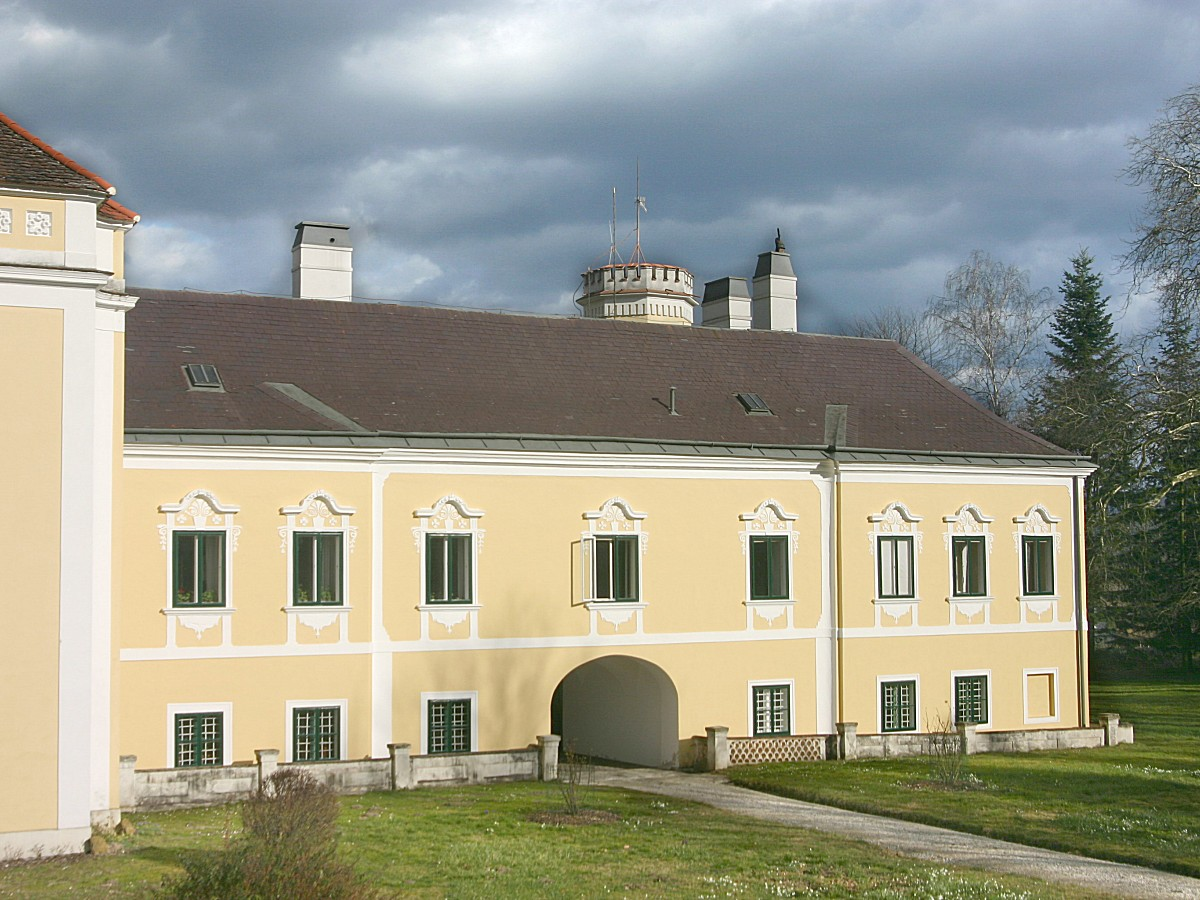
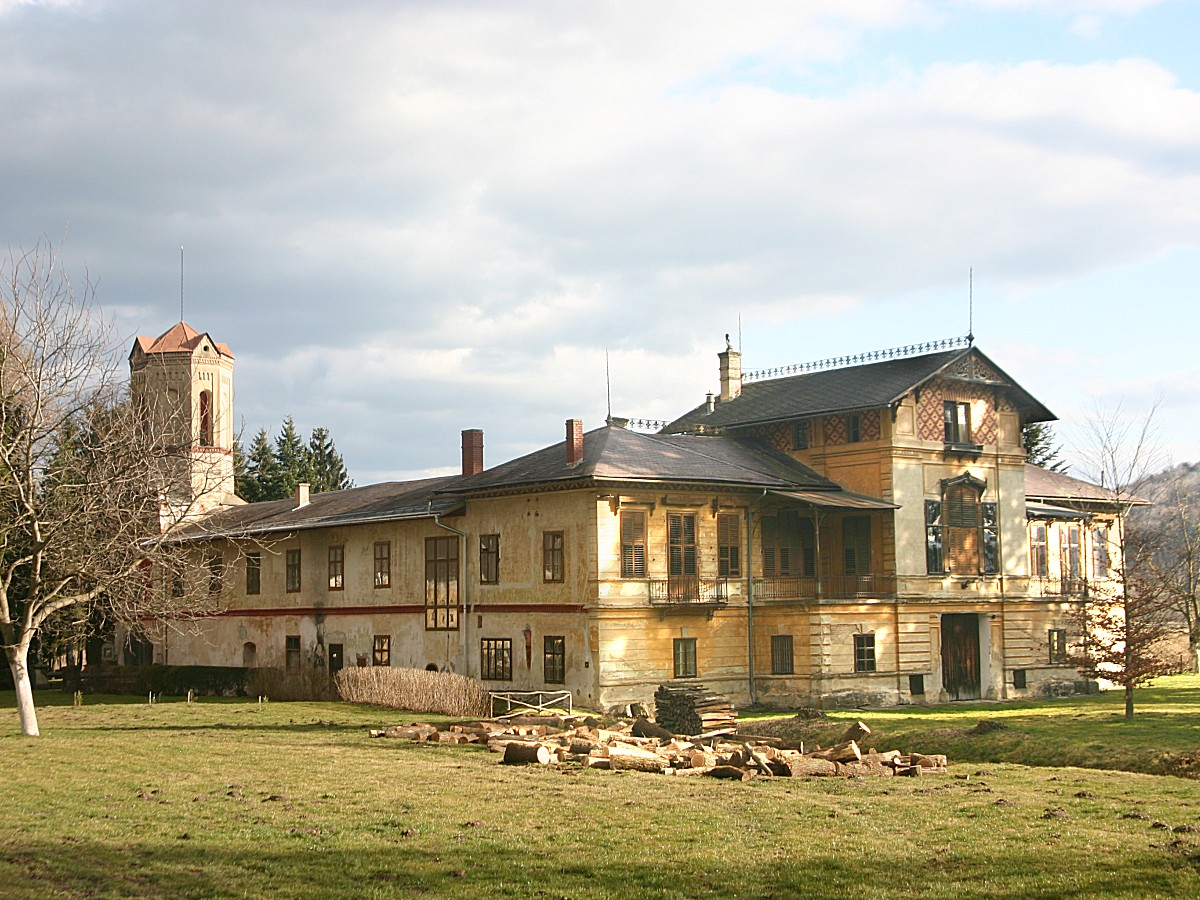

Bad Erlach · Bad Fischau-Brunn · Bad Schönau · Bromberg · Ebenfurth · Eggendorf · Felixdorf · Gutenstein · Hochneukirchen-Gschaidt · Hochwolkersdorf · Hohe Wand · Hollenthon · Katzelsdorf · Kirchschlag in der Buckligen Welt · Krumbach · Lanzenkirchen · Lichtenegg · Lichtenwörth · Markt Piesting · Matzendorf-Hölles · Miesenbach · Muggendorf · Pernitz · Rohr im Gebirge · Schwarzenbach · Sollenau · Theresienfeld · Waidmannsfeld · Waldegg · Walpersbach · Weikersdorf am Steinfelde · Wiesmath · Winzendorf-Muthmannsdorf · Wöllersdorf-Steinabrückl · Zillingdorf
- Gemeinsame Normdatei: 4605603-8
- Virtual International Authority File: 238126675
- WorldCat: E39PBJyCJxqHhTfhVvp3VJ83cP